# フェラーリ・SF71H
フェラーリ・SF71H (Ferrari SF71H) は、スクーデリア・フェラーリが2018年のF1世界選手権参戦用に開発したフォーミュラ1カーである。
開発コードは「669」。

## 概要
2018年2月22日にマラネロで正式発表された。
前年のSF70Hの正常進化版で、ホイールベースの延長、サイドポッド周りのボディワークの進化、スリムになったリアエンドのパッケージングなどに変化が見られる。本年より装着が義務付けられた「Halo」はマシン同様赤に塗られている。
パワーユニットは前年の062をベースとした進化版「062 EVO」を使用する。
毎年マシンに女性的な名前を付けているセバスチャン・ベッテルは、同車を「ローリア (Loria)」と命名した。
バックミラーは、気流がストラクチャーの内部を通過できる処理を施した「空洞ミラー」を採用した。第5戦スペインGPにはバックミラーをヘイローへ搭載して上部にフェアリングを施すアップデートを行ったが、FIAに違法と判断されたため一戦のみの使用に留まった。

## 2018年シーズン
ドライバーはセバスチャン・ベッテルとキミ・ライコネンのまま変更なし。
プレシーズンテストでは、総合タイムの上位2つを独占。ただ、メルセデスは性能チェックを重視した事もあり、単純な比較はできないものの、今年もメルセデスに対抗出来る戦闘力を持っていることをアピールした。
開幕戦オーストラリアGPはルイス・ハミルトンにポールポジションを取られたものの、レースではベッテルが逆転勝利。また、ライコネンが3位に入り、ダブル表彰台を飾った。第2戦バーレーンGPから第4戦アゼルバイジャンGPまでベッテルが（フェラーリ勢によるフロントローを含む）3戦連続のポールポジションを獲得。ベッテルは第2戦ではポール・トゥ・ウィンを飾るが、第3戦と第4戦は他車との接触や強気のオーバーテイクの失敗により表彰台を逃した。ライコネンは第2戦こそ度重なるピットクルーのタイヤ交換ミスでリタイアを余儀なくされたが、第3戦は3位、第4戦は2位表彰台を獲得した。だが、第5戦スペインGPはメルセデス勢2台のフロントローからのハミルトンのポール・トゥ・ウィンかつメルセデスのワンツーで終わり、ライコネンはリタイア、ベッテルが4位。第6戦モナコGPはレッドブルのダニエル・リカルドがポール・トゥ・ウィンを果たし、ベッテル2位・ライコネン4位で終わった。第7戦カナダGPではライコネンは6位だが、ベッテルがポール・トゥ・ウィンかつ自身にとって通算50勝目を達成した。第8戦フランスGPはハミルトンにポール・トゥ・ウィンを許し、ライコネンは3位、ベッテルは序盤にバルテリ・ボッタスと接触したのが響き5位に終わった。だが、第9戦オーストリアGPでライコネン・ベッテルの2-3フィニッシュ、メルセデス勢はダブルリタイアとなった。続く第10戦イギリスGPはベッテルが大激戦を制し、ハミルトンの母国レースでの連勝を4でストップさせた。このレースでも1-3フィニッシュを果たす。
ここまではドライバーズ及びコンストラクターズの両タイトル争いでメルセデス陣営とのシーソーゲームが続いていたが、このあたりから、両者の差が開き始める。ベッテルの母国GPとなる第11戦ドイツGPでは、ポールポジションからの首位走行しながら、レース後半から降り出した雨に足をすくわれてリタイア、続く第12戦ハンガリーGPでもハミルトンの完勝を許し、ハミルトン先行の状況でサマーブレイクを迎える。
サマーブレイク後の第13戦ベルギーGPでは1周目にハミルトンをパスしてそのまま逃げ切り優勝し差を詰める。だが、第14戦イタリアGPではライコネンのポールポジション獲得かつフロントロー独占で地元ファンを喜ばせたが、決勝では1周目にベッテルがハミルトンと接触してしまい4位、ライコネンもタイヤ戦略のミスによりハミルトンの優勝を許してしまった。第15戦シンガポールGPもタイヤ戦略のミスでハミルトンにポール・トゥ・ウィンを許し、第16戦ロシアGPでは戦略ミスはなかったものの、メルセデス勢に完敗。ハミルトン及びメルセデスに決定的な差を付けられた。第17戦日本GPは予選でのタイヤ選択に失敗し、決勝は両者ともフェルスタッペンとの接触を受け、メルセデス勢はおろかレッドブル勢にも完敗と弱り目に祟り目という状況であった。第18戦アメリカGPはベッテルがフリー走行で赤旗中の速度違反によりグリッド降格、決勝でもダニエル・リカルドと接触とまたしてもミスが目立ったが、ライコネンがハミルトンを逆転して5年ぶりの優勝を果たした。
2014年のパワーユニット導入開始からメルセデスは他メーカーを圧倒するパワーで勝利を積み重ね続けていたが、5年目で初めてメルセデスを上回るパワーを出すようになった。しかし、ベルギーGP終了後にハミルトンが「われわれはフェラーリの『トリック』に対抗しなければならない」とコメントしたように、メルセデスはフェラーリのバッテリーがセンサーをすり抜ける形でレギュレーションで定められている4メガジュール以上のエネルギーを得ているのではないか、という疑いをFIAへ抗議したが、カナダGPの時点で違法性はないと判断されていた。シンガポールGPでパワーユニットをアップデートした際に、FIAはエンジンバッテリーに「2つ目のセンサー」を取り付けられた。結果的にこのあたりから失速の度合いを急速に深めていったが、アメリカGP後にシーズン後半のマシン開発の方向性を見失っていたことが原因で失速していたことが判明した。第19戦メキシコGPでベッテル2位、ライコネン3位とメルセデス勢を上回る結果を残したが、ベッテルのチャンピオン獲得は完全に潰え、第20戦ブラジルGPでハミルトンにポール・トゥ・ウィンを許し、コンストラクターズタイトルの可能性も消滅した。
前述のドイツGPでの躓きより、アゼルバイジャンGP、フランスGP、イタリアGPで起こしたミスで順位を下げたことでおそらく得られたであろうポイントを失った影響の方が大きく、このせいで日本GPとアメリカGPで焦りを生む結果となってミスへとつながってしまった面もあった。ただ、シーズン後半はチーム側のミスも多発し、前述の通りシンガポールGP以降はメルセデス勢の速さに全くついていけないほど失速し、メルセデス勢を優位にさせてしまった面もあった。そんななか、ライコネンはポイントを着実に稼いでボッタスおよびフェルスタッペンとランキング3位を争い、最終戦アブダビGPは序盤に電気系統のトラブルが発生してリタイアとなったが、ボッタスとフェルスタッペンはライコネンのポイントを逆転することができず、ランキング3位でフェラーリでの最終シーズンを終えた。

## スペック

### シャシー
- シャシー名：SF71H
- モノコック：カーボンファイバー/ハニカムコンポジット構造
- ギアボックス：フェラーリ 縦置きギアボックス（8速＋リバース1速）
- ディファレンシャル：サーボ制御式油圧リミテッドスリップディファレンシャル
- トランスミッション：セミオートマチック・シーケンシャル電子制御（クイックシフト）
- ブレーキ：ブレンボ ベンチレーテッド式カーボンファイバーディスクブレーキ（前後）、ブレーキ・バイ・ワイヤ・リアブレーキ
- フロントサスペンション：プッシュロッド式トーションスプリング
- リアサスペンション：プルロッド式トーションスプリング
- 重量：733kg（ドライバー・燃料・冷却水を含む）
- ホイール：O・Z 13インチ（前後）
- タイヤ：ピレリ P-Zero

### エンジン
- エンジン名：フェラーリ 062 EVO
- 排気量：1,600cc
- 最高回転数 15,000rpm(レギュレーションで規定)
- ターボチャージャー：シングルターボ
- 燃料最大流量：100kg/h
- 燃料容量：105kg
- 気筒数・角度：V型6気筒・90度
- 口径：80mm
- ストローク：53mm
- バルブ数：24
- 燃料噴射方式：直噴（500bar）
- 燃料：シェル V-Power
- 潤滑油：シェル Helix Ultra

### ERS システム
- バッテリー出力：4MJ（1周あたり）
- MGU-K 出力：120kW
- MGU-K 最高回転数：50,000 rpm
- MGU-H 最高回転数：125,000 rpm

## 記録
| 年   | No. | ドライバー | 1   | 2   | 3   | 4   | 5   | 6   | 7   | 8   | 9   | 10  | 11  | 12  | 13  | 14  | 15  | 16  | 17  | 18  | 19  | 20  | 21  | ポイント | ランキング |
| 年   | No. | ドライバー | AUS | BHR | CHN | AZE | ESP | MON | CAN | FRA | AUT | GBR | GER | HUN | BEL | ITA | SIN | RUS | JPN | USA | MEX | BRA | ABU | ポイント | ランキング |
| ---- | --- | ---------- | --- | --- | --- | --- | --- | --- | --- | --- | --- | --- | --- | --- | --- | --- | --- | --- | --- | --- | --- | --- | --- | -------- | ---------- |
| 2018 | 5   | ベッテル   | 1   | 1   | 8   | 4   | 4   | 2   | 1   | 5   | 3   | 1   | Ret | 2   | 1   | 4   | 3   | 3   | 6   | 4   | 2   | 6   | 2   | 571      | 2位        |
| 2018 | 7   | ライコネン | 3   | Ret | 3   | 2   | Ret | 4   | 6   | 3   | 2   | 3   | 3   | 3   | Ret | 2   | 5   | 4   | 5   | 1   | 3   | 3   | Ret | 571      | 2位        |

- 太字はポールポジション、斜字はファステストラップ（key）
- † 印はリタイアだが、90%以上の距離を走行したため規定により完走扱い。